# Kamienica przy placu Wolności 2 w Katowicach
Kamienica przy placu Wolności 2 w Katowicach – zabytkowa kamienica narożna, położona przy placu Wolności 2 i ulicy Sokolskiej 1 w Katowicach-Śródmieściu. Budynek pochodzi z 1894 roku, a architektem i jego pierwszym właścicielem był Louis Dame, który zaprojektował budynek w stylu eklektycznym z elementami neoklasycyzmu. W okresie międzywojennym budynek wykupił Powszechny Zakład Ubezpieczeń Wzajemnych, który jako późniejsze PZU miało w kamienicy swoją filię do 2014 roku, po czym budynek został sprzedany i przez nowego właściciela kompleksowo odnowiony.

## Historia

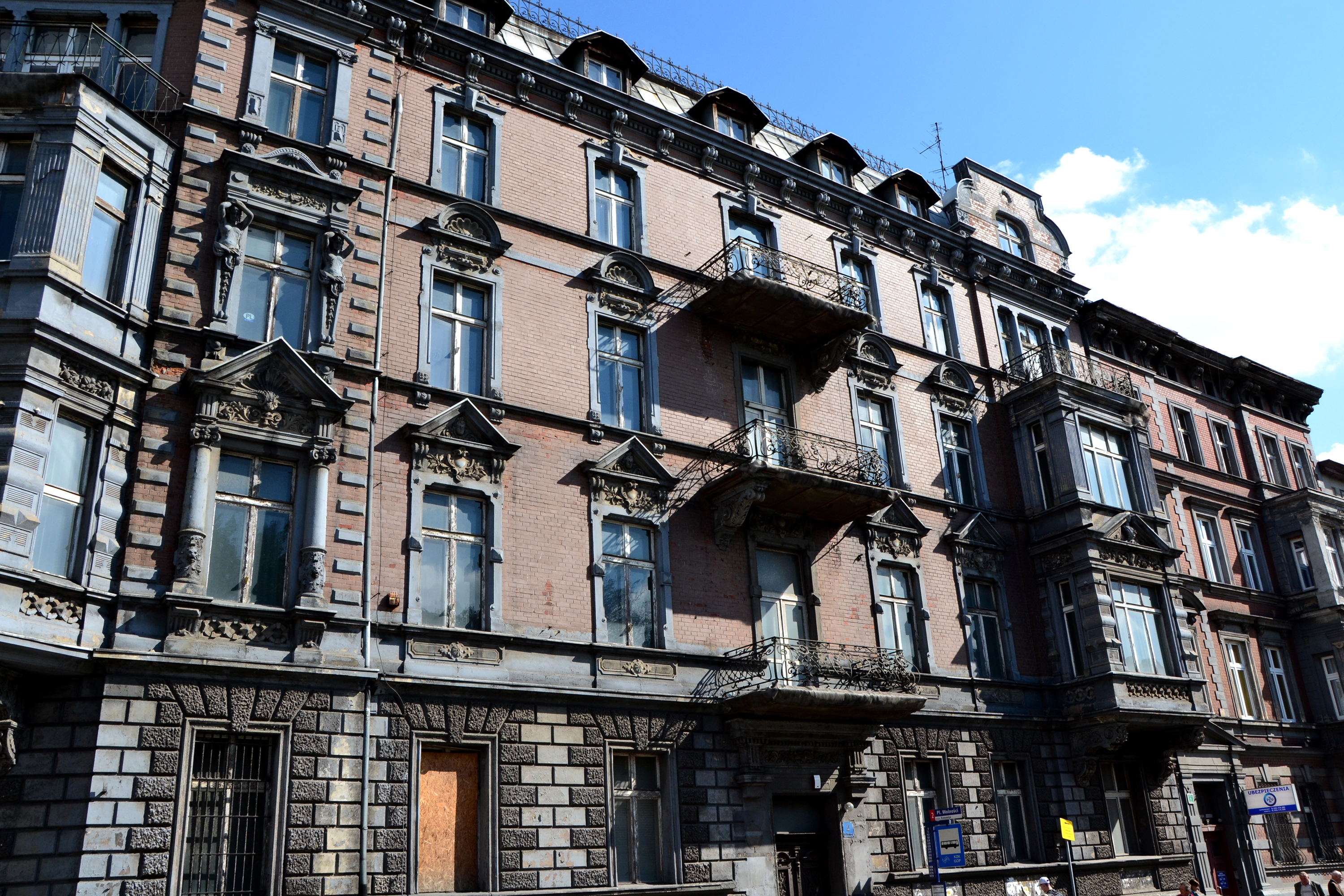
Fragment fasady od strony placu Wolności – przed renowacją (2012)

Kamienica została oddana do użytku w 1894 roku, a zaprojektował ją Louis Dame, który był także jej pierwszym właścicielem. W 1909 roku kamienica została częściowo przebudowana, zaś w 1927 roku przebudowano strych kamienicy, który został zaadaptowany na lokale mieszkalne. W ramach prac lukarny od strony placu Wolności wraz z otworami okiennymi wewnątrz lukarn zostały powiększone, a także uproszczono ich zwieńczenie, zaś od strony ulicy Sokolskiej zostały one całkowicie przebudowane, ujednolicając ich wygląd na całej elewacji kamienicy. W ramach prac uproszczono także detal ryzalitu i przebudowano kopułę. 
W latach międzywojennych kamienica przekształciła się w biurowiec. W tym czasie ulokowało się w niej londyńskie towarzystwo ubezpieczeniowe Alliance Assurance, a całą kamienicę wykupił Powszechny Zakład Ubezpieczeń Wzajemnych. Kamienica ta została wówczas odkupiona od dotychczasowego właściciela – Louisa Damego.
Powszechny Zakład Ubezpieczeń Wzajemnych był jej właścicielem w 1935 roku, a w niej znajdowały się m.in. biura spółki. Ponadto znajdowały się tam wówczas lokale mieszkalne, a także działała firma P.G. Muller, która zajmowała się handlem węglem. W kamienicy mieszkał wówczas m.in. Stanisław Beszczyński – właściciel kawiarni „Otto” i honorowy konsul Węgier.
W dniu 30 grudnia 1991 roku kamienicę wpisano do rejestru zabytków. Powszechny Zakład Ubezpieczeń swój oddział w zabytkowej kamienicy miał do 2014 roku. Kamienica została ona potem sprzedana z powodu złego stanu technicznego budynku. Nowy właściciel kamienicy – spółka Śląskie Kamienice, przystąpiła do renowacji zabytku, a w ramach prac m.in. odnowiono elewację zewnętrzną budynku, a także wykonano jego termomodernizację. Kamienica po odnowieniu została na początku maja 2020 roku wystawiona na sprzedaż. W dniu 4 czerwca 2020 roku zainaugurowano na balkonie zabytkowej kamienicy akcję odtwarzania piosenki Czerwone słoneczko. W ramach inauguracji akcji swój recital zademonstrował akordeonista Marcin Wyrostek. Utwór ten był odgrywany codziennie przed zachodem słońca.
Pod koniec stycznia 2022 roku w systemie REGON nie były zarejestrowane żadne aktywne podmioty gospodarcze w budynku zarówno od  strony placu Wolności 2, jak i ulicy Sokolskiej 1. 

## Charakterystyka

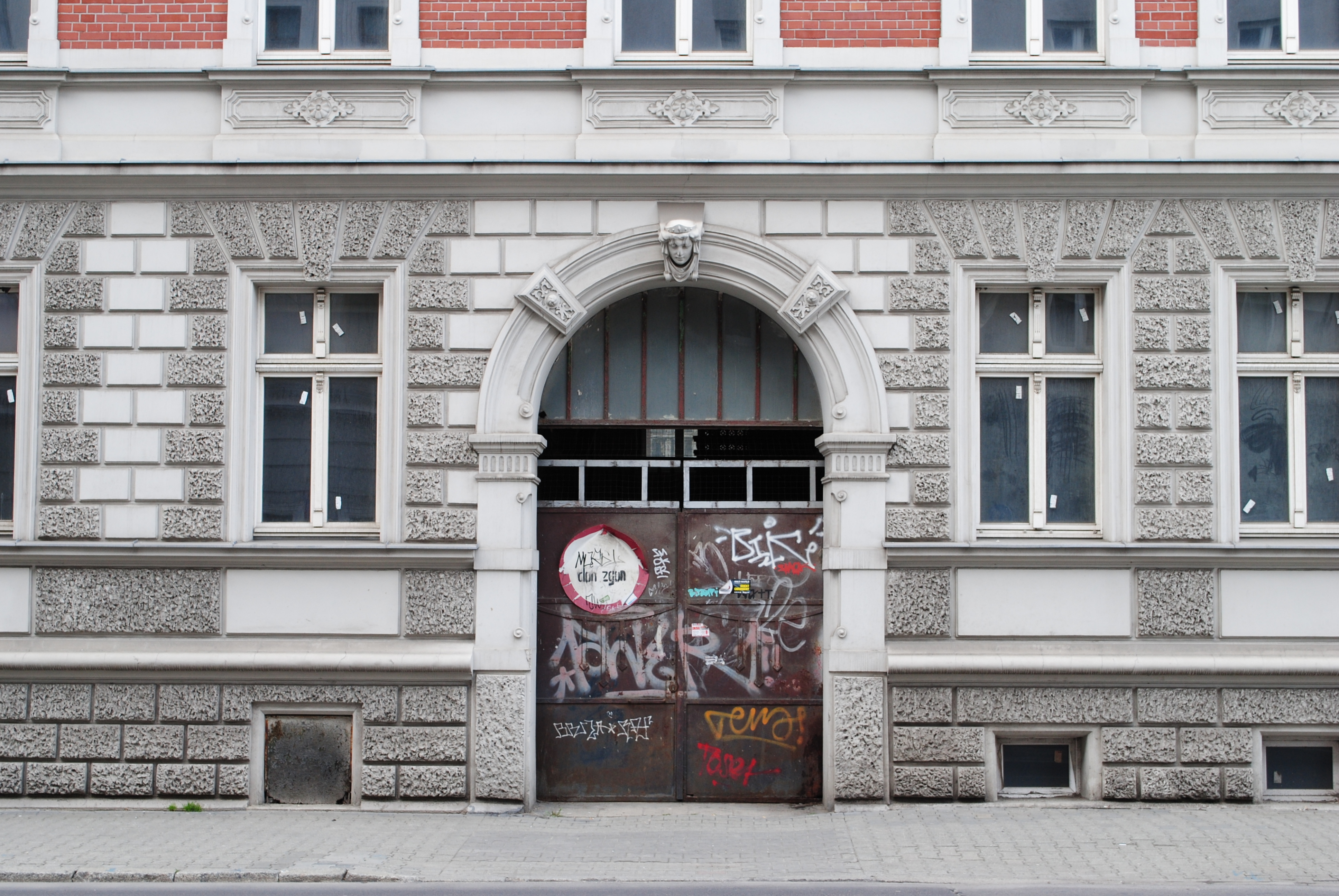
Brama wjazdowa do kamienicy od strony ulicy Sokolskiej

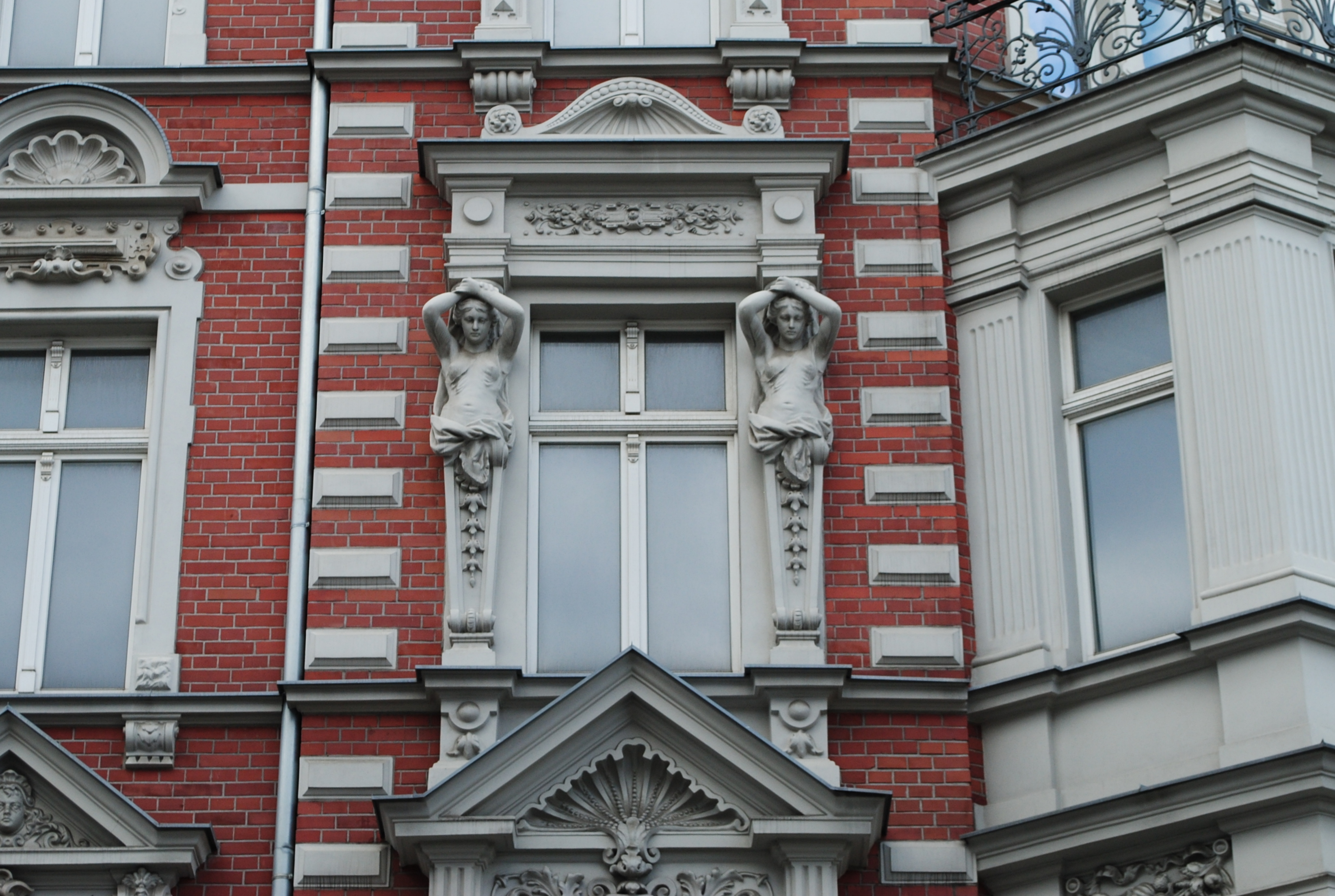
Zbliżenie na obramowanie okienne na trzeciej kondygnacji

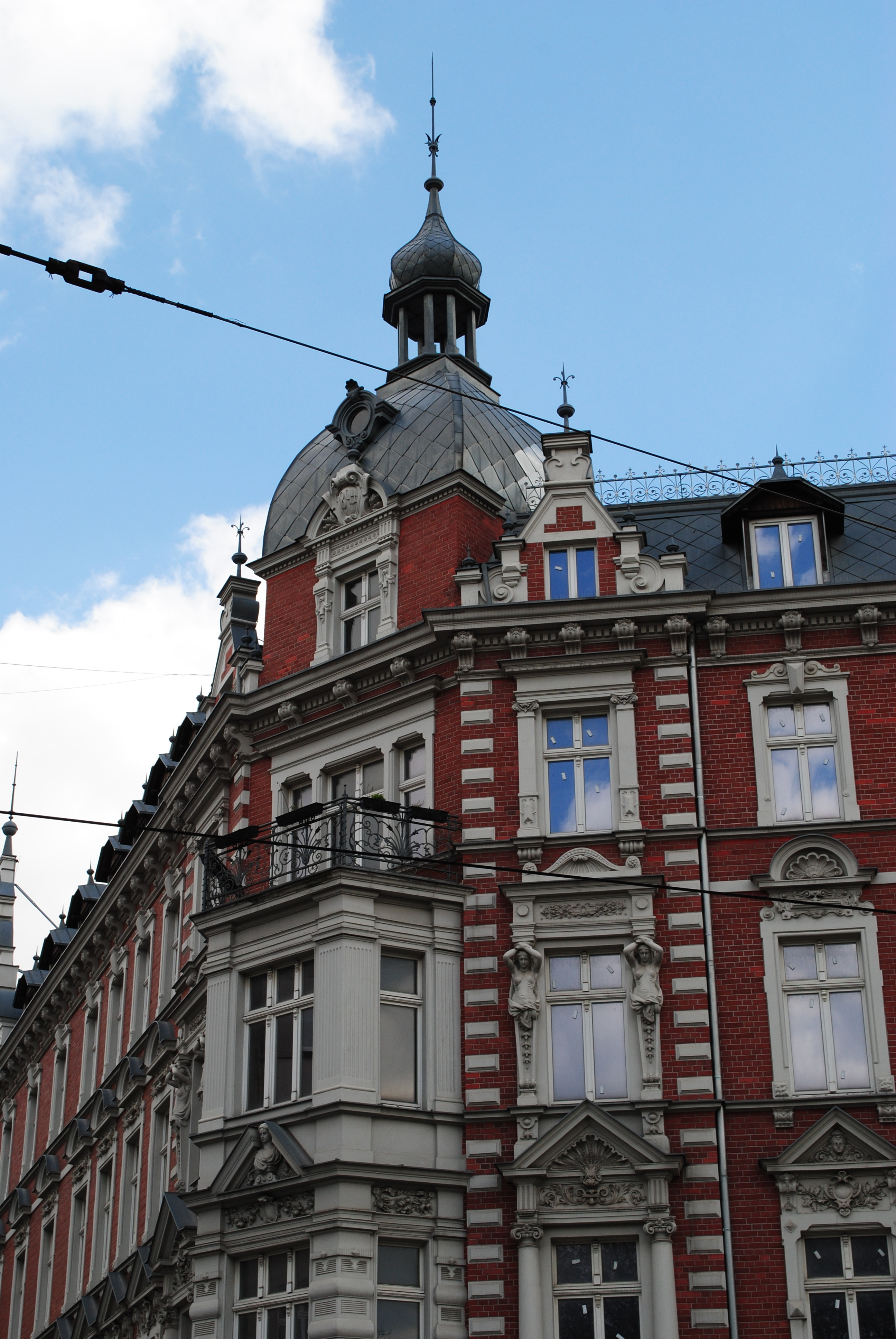
Narożnik zabytkowej kamienicy zwieńczony kopułą wieżową

Zabytkowa kamienica położona jest w narożniku placu Wolności 2 i ulicy Sokolskiej 1 w katowickiej dzielnicy Śródmieście. Została ona wybudowana w stylu eklektycznym z elementami neoklasycyzmu. Powstał on na planie deltoidu, posiada cztery kondygnacje nadziemne, poddasze oraz podpiwniczenie. Powierzchnia użytkowa kamienicy wynosi 4127,76 m², zaś powierzchnia zabudowy 747 m². Budynek kryty jest dachem mansardowym pokrytym blachą, zaś od strony dziedzińca papą bitumiczną. Na dachu, w narożu budynku znajduje się kopuła wieżowa o konstrukcji drewnianej, również pokryta blachą. 
Elewacja zewnętrzna kamienicy wykonana jest z cegły klinkierowej i została osadzona na boniowanym cokole. Od strony placu Wolności posiada ona siedem osi, zaś od strony ulicy Sokolskiej dziewięć. Elewacja zwieńczona jest niepełnym belkowaniem opartym na konsolach. Na elewacji od strony placu Wolności, na drugiej, trzeciej i czwartej kondygnacji znajdują się balkony podparte na konsolach z ozdobną balustradą. W skrajnych osiach kamienicy i w narożu mieszczą się dwukondygnacyjne, trójboczne wykusze, o boniowanych i opiętych pilastrami doryckimi narożach na wysokości drugiej kondygnacji. Wykusze te są zamknięte balkonami z metalową balustradą.
Okna na pierwszej kondygnacja są prostokątne, czterodzielne (w osiach skrajnych sześciodzielne), w prostokątnych obramowaniach i oparte na gzymsie. Pod nimi, jak i pod oknami drugiej kondygnacji znajdują się płyciny. Okna drugiej kondygnacji zwieńczone są naczółkami trójkątnymi wspartymi na konsolach, zaś okna trzeciej kondygnacji oparte są na gzymsie i zwieńczone są płycinami i naczółkiem w firmie łuku pełnego. Okna czwartej kondygnacji zwieńczono wolutami. Boczne okna wykuszy są dwudzielne, zaś środkowe sześciodzielne. Na drugiej kondygnacji zwieńczone są trójkątnym naczółkiem, zaś nad nimi, na czwartej kondygnacji są przedzielone filarkami.
Wejście główne do kamienicy zlokalizowane jest od strony placu Wolności i jest prostokątne, zaś brama wjazdowa znajduje się od strony ulicy Sokolskiej i jest zwieńczona łukiem pełnym. 
We wnętrzu kamienicy, na każdej kondygnacji pierwotnie mieściły się po trzy mieszkania. Prowadziły do nich dwie klatki schodowe, z czego od strony placu Wolności do dwóch mieszkań na kondygnację, zaś od strony ulicy Sokolskiej po jednym mieszkaniu na kondygnację. Od strony oficyny kamienica ma dodatkowo trzy klatki schodowe, które pierwotnie były przeznaczone dla służby.
Kamienica wpisana jest do rejestru zabytków pod współczesnym numerem A/584/2019 (pierwotny numer: A/1454/91) – granice ochrony obejmują cały budynek. Budynek wpisany jest także do gminnej ewidencji zabytków miasta Katowice.